# Balcó del Mediterrani
El Balcó del Mediterrani és un penya-segat de 23 m de desnivell que hi ha a l'extrem de tocant a mar de la Rambla Nova de Tarragona, protegit per una bonica barana de ferro. Al davant hi ha el monument al navegant català Roger de Llúria. Des del balcó hi ha una magnífica vista sobre el mar, el port, l'estació del tren, l'Amfiteatre, la platja i la punta del Miracle, i una part de la ciutat. Els tarragonins, quan passegen per la Rambla, diuen que van "a tocar ferro" al Balcó.

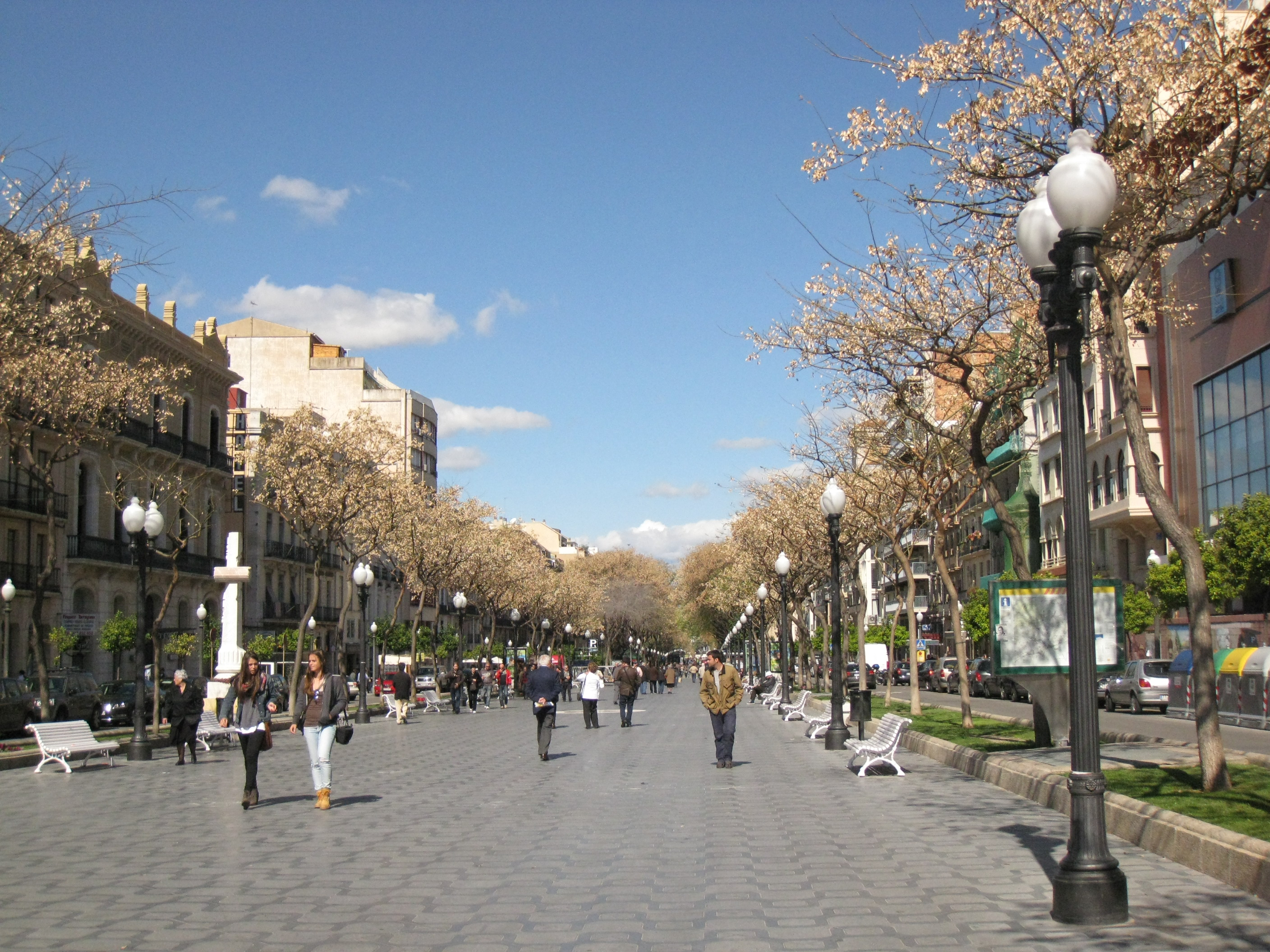
La Rambla Nova a l'altura del Balcó
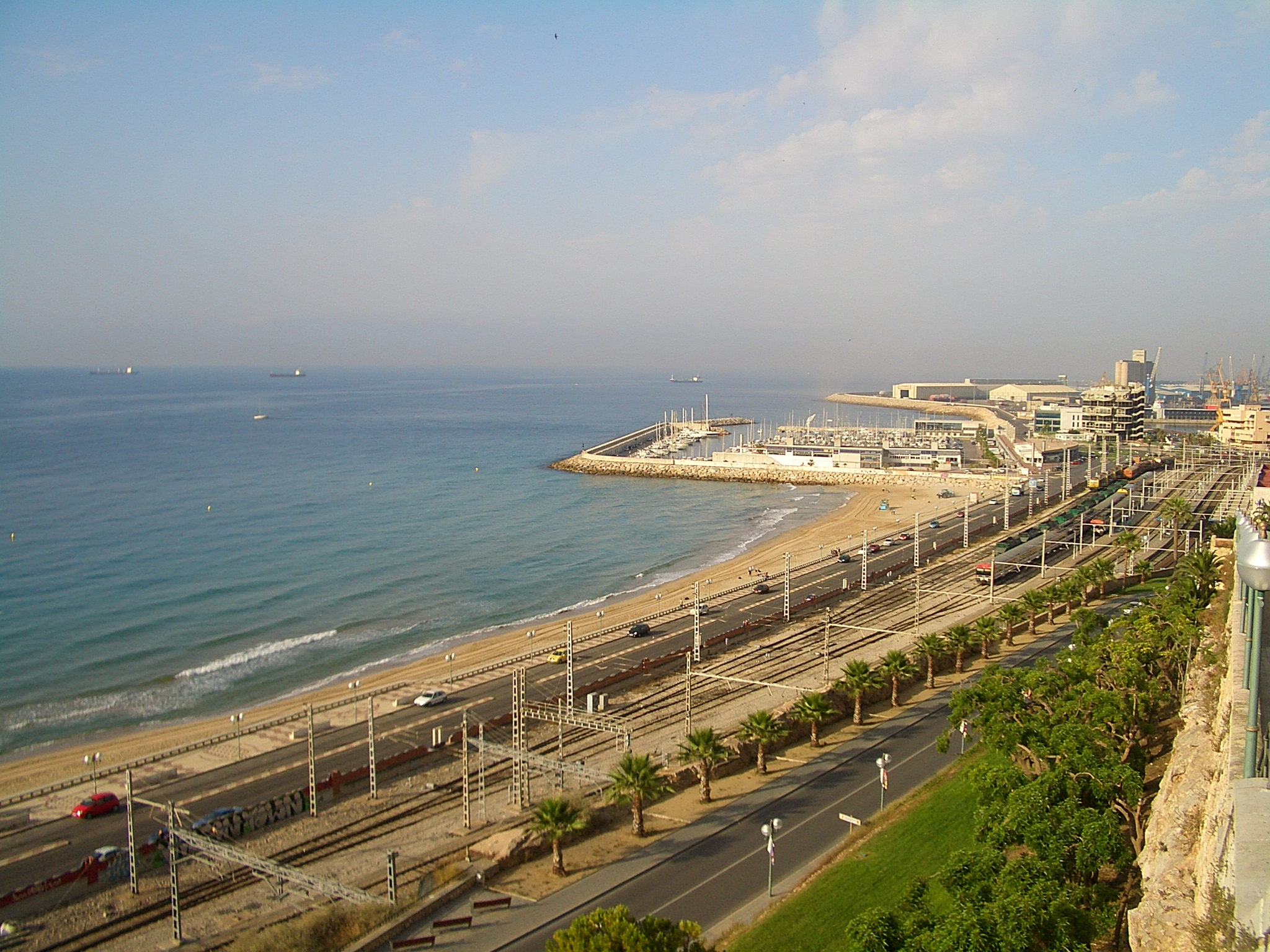
Vista de la platja i la zona portuària des del balcó